# 1189
سنة 1189 كانت سنة بسيطة تبدأ يوم الأحد (الرابط يظهر نموذج التقويم الكامل للسنة) من التقويم اليولياني.

## أحداث
- 28 أغسطس: بدء حصار عكا والذي استمر إلى يوليو 1191.

## مواليد
- يوري فسيفولودوفيتش الثاني.

## وفيات
- أنوري الأبيوردي.
- ميناموتو نو يوشي-تسونه.
- سايتو موساشيبو بينكه.
- ضياء الدين الهكاري.
- مرقس الثالث (بابا الإسكندرية).
- ميناموتو نو يوشي-تسونه.
- هنري الثاني ملك إنجلترا.
- ويليام الثاني ملك صقلية.